# 稀鱗直線脂鯉
稀鱗直線脂鯉，為輻鰭魚綱脂鯉目脂鯉科的一個種。

## 分布
本魚分布於南美洲巴西、委內瑞拉、蘇利南、蓋亞那、法屬圭亞那的溪流中。

## 特徵
本魚魚體背部為黃褐色，其餘為銀白色。鱗片錯落有致的排列在魚體的上部，但下部的鱗片則不很清晰。上眼線為紅色，下眼線則為黃色。尾柄上黃色斑紋後有淺色黑斑穿過尾鰭基部，雌魚身體更肥厚。體長約10公分。

## 生態
本魚棲息在緩流和靜水中，性情溫和，喜群游，屬雜食性。

## 經濟利用
為觀賞性魚類，飼養時需要大量綠色植物，易繁殖。